# Oskar Skogly
Oskar Skogly (* 4. Februar 1908 in Fåberg, Lillehammer; † 16. Februar 1988) war ein norwegischer Gewerkschaftsfunktionär und Politiker der Arbeiderpartiet, der nach einer langen Karriere in der Kommunalpolitik Oppland von 1957 bis 1969 als Abgeordneter im Storting vertrat. Er war dort von 1961 bis 1963 Vorsitzender des Kommunalverwaltungsausschusses und von 1965 bis 1969 Vorsitzender des Sozialausschusses. 1963 war er kurzzeitig Minister für Kommunales und Arbeit in der dritten Regierung Gerhardsen.

## Leben

### Berufsausbildung, Jugendfunktionär und Zweiter Weltkrieg
Oskar Skogly, Sohn des Maurers und Kleinbauern Ole Håvemoen (1873–1956) und der Hausfrau Anna Mathisen (1870–1962), besuchte zwischen 1922 und 1925 die Technische Abendschule (Teknisk aftenskole) sowie zeitgleich von 1922 bis 1926 die Berufsschule (Lærlingeskole). Während dieser Zeit absolvierte er zwischen 1922 und 1926 eine Berufsausbildung zum Maler und Lackierer, die er 1926 mit dem Gesellenbrief abschloss. Während seiner Lehre war er von 1924 bis 1925 in Fåberg erstmals Vorsitzender der Arbeidernes Ungdomsfylking (AUF), der Jugendorganisation der Arbeiderpartiet. Er besuchte zudem 1925 einen Lehrgang im Rechnungswesen und nahm 1926 eine Berufstätigkeit als Malergeselle auf. Er war von 1928 bis 1930 erneut Vorsitzender der AUF in Fåberg und besuchte zwischen 1932 und 1933 einen Fernkurs im Fach Zeichnen.
Daraufhin begann er sein gewerkschaftliches Engagement und war zwischen 1933 und 1940 erstmals Mitglied des Landesvorstandes der Gewerkschaft der norwegischen Bauarbeiter NBIAF (Norsk bygningsindustriarbeiderforbund) sowie von 1938 bis 1943 Vorsitzender der NBIAF in Lillehammer. Daneben begann er sein Engagement in der Kommunalpolitik und war zwischen 1937 und 1941 Vize-Bürgermeister der Kommune Fåberg. Zugleich war von 1937 und 1940 stellvertretender Vorsitzender des Kleinbauern- und Wohnungsausschusses sowie zwischen 1939 und 1940 Vorsitzender des Preiskontrollausschusses der Kommune Fåberg. Während der deutschen Besatzungsmacht im Zweiten Weltkrieg ruhte sein politisches Engagement.

### Bürgermeister von Fåberg und Gewerkschaftsfunktionär
Nach Kriegsende war Oskar Skogly von 1945 bis 1952 Leiter des Bauarbeitervermessungsamtes für Hedmark und Oppland und setzte sein gewerkschaftliches und kommunalpolitisches Engagement fort. Er war zwischen 1945 und 1974 erneut Mitglied des Landesvorstandes der Gewerkschaft der norwegischen Bauarbeiter NBIAF und war 1945 zunächst wieder Vize-Bürgermeister sowie daraufhin zwischen 1945 und 1957 Bürgermeister der Kommune Fåberg. Er war ferner von 1946 bis 1958 Vorsitzender des Bauausschusses der Provinz (Fylke) Oppland sowie zwischen 1946 und 1976 Vorsitzender der Interkommunalen Kraftwerksgesellschaft Hunderfossen. 1947 wurde er Vorsitzender der Arbeiderpartiet von Fåberg und hatte diese Funktion bis 1950 inne. Er fungierte ferner zwischen 1949 und 1957 als Vorsitzender des Gesundheitsausschusses sowie als Vorsitzender des Krankenhausausschusses von Oppland und war von 1949 bis 1953 zudem Vorsitzender des Bauausschusses für das Kreiskrankenhaus Lillehammer.
1952 wurde Skogly hauptberuflicher Gewerkschaftssekretär (Forbundssekretær) von Hedmark und Oppland, eine Position, die er bis 1958 innehatte, von 1952 bis 1969 Mitglied des Aufsichtsrates des Gewerkschaftsdachverbandes Landsorganisasjonen i Norge (LO). Des Weiteren war er zwischen 1952 und 1957 stellvertretender Vorsitzender der Interkommunalen Höheren Schule von Lillehammer sowie von 1954 bis 1975 stellvertretender Vorsitzender des Ausschusses für Arbeit und Maßnahmen von Oppland. Er fungierte außerdem zwischen 1955 und 1959 als Vorsitzender des Kommunalausschusses der Arbeiderpartiet von Gudbrandsdalen und von 1955 bis 1956 Vorstandsvorsitzender von Dagningen, einer in Lillehammer erscheinenden Tageszeitung der Arbeiterpartei.

### Storting-Mitglied, Minister und Vizepräsident derOdelsting

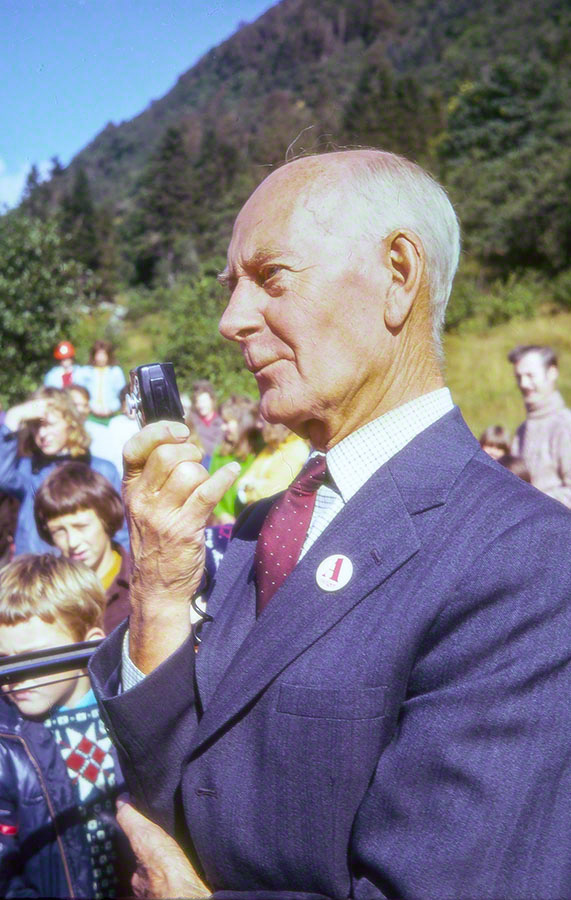
In der dritten Regierung von Ministerpräsident Einar Gerhardsen bekleidete Oskar Skogly 1963 kurzzeitig das Amt als Minister für Kommunales und Arbeit.

Bei der Parlamentswahl am 6. Oktober 1957 wurde Skogly für die Arbeiderpartiet erstmals Mitglied des norwegischen Parlaments Storting und vertrat in diesem nach seiner Wiederwahl am 11. September 1961 sowie am 13. September 1965 zwischen dem 27. Januar 1958 und dem 30. September 1969 Oppland. Während seiner Parlamentszugehörigkeit war er Mitglied verschiedener Ausschüsse wie dem Kommunalausschuss und dem Wahlausschuss sowie unter anderem zwischen dem 13. Oktober 1961 und dem 4. Februar 1963 Vorsitzender des Kommunalausschusses (Kommunalkomité). Zugleich war vom 1. Oktober 1961 bis zum 4. Februar 1963 stellvertretendes Vorstandsmitglied der Fraktion der Arbeiderpartiet. 1958 wurde er Mitglied des Landeskommunalsausschusses der Arbeiderpartiet, einem Gremium, dem er bis 1965 angehörte. Außerdem war er zwischen 1963 und 1971 Mitglied des Stadtrates (bystyre) von Lillehammer.
Als Nachfolger von Andreas Zeier Cappelen wurde Skogly am 4. Februar 1963 Minister für Kommunales und Arbeit (Kommunal- og arbeidsminister) in der dritten Regierung Gerhardsen und bekleidete dieses Amt bis zum 28. August 1963. Während dieser Zeit übernahm sein Ersatzabgeordneter (Vararepresentant) Per Mellesmo kommissarisch sein Mandat im Storting. Nach seinem Ausscheiden aus der Regierung fungierte er vom 8. Oktober 1965 bis zum 30. September 1969 als Vizepräsident des Odelsting, einer Abteilung des Storting, sowie zudem zwischen dem 15. Oktober 1965 und dem 30. September 1969 als Vorsitzender des Sozialausschusses (Sosialkomité) des Storting.

### Spätere Ämter und Funktionen
Oskar Skogly, der zwischen 1965 und 1971 Mitglied des Sozialausschusses der Arbeiterpartei war, fungierte zwischen 1966 und 1978 als Vorstandsvorsitzender der Norwegischen Staatlichen Hausbank (Den Norske Stats Husbank). Außerdem war er zwischen 1967 und 1983 Vorsitzender des Landesverbandes der Wohnungsgenossenschaften für Herz- und Lungenkranke (Landsforeningen for hjerte- og lungesykes boligselskap) sowie von 1970 bis 1976 als Vorsitzender des Liegenschaftsausschusses des Kreiskrankenhauses von Lillehammer. Ferner fungierte er zwischen 1971 und 1975 als Vorsitzender des Rates der Staatlichen Bau- und Immobiliendirektion (Statens bygge- og eiendomsdirektorat) sowie von 1974 bis 1982 als Vorsitzender der Grundstücks- und Sanierungsgesellschaft von Lillehammer (Lillehammer Tomte- og saneringsselskap A/S). Er war zwischen 1975 und 1979 erneut Mitglied des Stadtrates von Lillehammer und von 1976 bis 1984 Vorsitzender des Regionalen Hochschulrates (Det regionale høgskolestyret) von Oppland. 1978 wurde er mit der Königlichen Verdienstmedaille in Gold (Kongens fortjenstmedalje i gull) ausgezeichnet.